# Príles
Príles (Prilesz en húngaro) es un barrio de Trenčianska Teplá en Eslovaquia. Se encuentra en las colinas Strazovske en el valle Waag, a unos 12 km de Trenčín, cerca de las ciudades de Nová Dubnica y Dubnica nad Vahom.

## Historia
La primera mención escrita, como Prilich data del año 1351. El nombre Priles deriva de la familia Prileszky. A través de los siglos, la ciudad estuvo en posesión de las siguientes familias: Hudcovics, Máriássy, Gabrizovics, Rudnay y Skrbenský. En 1913 Priles se incorporó al municipio Trenčianska Teplá.
- Wikimedia Commons alberga una categoría multimedia sobre Príles.

- Datos: Q8675874
- Multimedia: Príles / Q8675874